# (19268) Morstadt
(19268) Morstadt est un astéroïde de la ceinture principale.

## Description
(19268) Morstadt est un astéroïde de la ceinture principale. Il fut découvert le 21 octobre 1995 à l'observatoire d'Ondřejov par Petr Pravec. Il présente une orbite caractérisée par un demi-grand axe de 2,74 UA, une excentricité de 0,08 et une inclinaison de 3,6° par rapport à l'écliptique.

## Compléments